# Eau plate
Pour les articles homonymes, voir Eau (homonymie) et plate.
L'eau plate est une boisson naturelle, inodore, incolore et transparente quand elle est pure. Contrairement à l'eau gazeuse, l'eau plate ne contient pas de gaz. Elle ne contient donc pas de bulles et ne pétille pas. 

## Distribution
Au quotidien, l'eau plate est accessible via l'eau en bouteille (eau minérale, eau de source) ou via l'eau du robinet,.

## Consommation
L'eau est essentielle pour le bon fonctionnement du corps humain, et il est recommandé d'en boire 1.5L par jour afin de s'hydrater (qu'elle soit plate ou gazeuse),.

## Goût
Lorsque l'eau plate est minérale, son goût varie en fonction des minéraux qui compose la boisson. 
L'eau ayant peu de goût, il est courant de trouver des recettes pour l'aromatiser et ainsi faciliter sa consommation en la rendant plus plaisante. 

## Utilisation
L'eau plate est aussi utilisée en cuisine, dans la cuisson d'ingrédient ou incorporée dans certaines recettes.